# 都城信用金庫
都城信用金庫（みやこのじょうしんようきんこ）は、かつて宮崎県都城市に本店を置いていた信用金庫。宮崎県内5信金のうち預金・融資残高ともに最小であった。宮崎市に本店を置く宮崎信用金庫と対等合併し、宮崎都城信用金庫となり全店舗が継承された。(登記上は宮崎信用金庫が存続金庫となる)

## 沿革
- 1901年6月 無限責任都城信用組合として設立。
- 1952年5月 信用金庫法に基づき、「都城信用金庫」となる。
- 2018年1月22日　宮崎信用金庫を存続金庫とする対等合併により解散[1][2]。本店は、宮崎都城信用金庫の都城営業部となった。

## 脚註
1. 1 2  宮崎の2信金合併　宮崎と都城　来年1月メドで合意日本経済新聞 2017年3月17日
2. ↑  “宮崎、都城信金が合併　来年1月、「対等」合意”. 宮崎日日新聞. (2017年3月18日) 2017年3月18日閲覧。{{cite news}}:  CS1メンテナンス: 先頭の0を省略したymd形式の日付 (カテゴリ)